# ایچیگو کوروساکی
ایچیگو کوروساکی (ژاپنی: 黒崎 一護 هپبورن: Kurosaki Ichigo) یک شخصیت خیالی در مجموعه مانگا و انیمه بلیچ که توسط تایتو کوبو خلق شده‌است. او شخصیت اصلی داستان یک پسر دبیرستانی و دانشگاهی است که قدرت خود را از یک شکارچی ارواح به نام روکیا کوچیکی به دست آورده و خود تبدیل به یک شینیگامی جانشین شده تا از دوستان، خانواده و شهر خود کاراکورا محافظت کند.
شخصیت ایچیکو توسط تایت کوبو برای اجرای نقش اول مجموعه جایگزین روکیا کوچیکی شد، چون او اصرار داشت روکیا برای این کار مناسب نیست.

## تاریخچه
ایچیگو فرزند ایشین و ماساکی کوروساکی در ۱۵ ژوئیه به دنیا آمده‌است. او دو خواهر کوچکتر از خود به نام‌های کارین و یوزو دارد. ایچیگو در ۴ سالگی به باشگاه کاراته پیوست و در آنجا با دختری به نام تاتسوکی آریواسا دوست و همرزم شد. اما ایچیکو همیشه از او در مبارزات شکست می‌خورد، اما تاتسوکی نیز همیشه به او امید می‌داد و در مبارزات از او حمایت می‌کرد. تا آنجا که ایچیگو به یاد دارد، او قادر به دیدن ارواح بوده‌است و هنگام کودکی نمی‌توانست انسان‌های زنده و مرده را از هم تشخیص بدهد. در یک روز بارانی هنگامی که ایچیگو نه سال بیشتر نداشت به همراه مادر خود در شهر کاراکورا، از کنار رودی که به سبب باران در حال طغیان بود در حال رد شدن بودند که ناگهان در لبهٔ رودخانه زنی را دید که در حال غرق شدن است. غافل از اینکه آن زن یک نوع از ارواح خاص بوده و او که قادر به تشخیص انسان‌ها از ارواح نبود به سویش شتافت تا نجاتش دهد. ماساکی سعی کرد جلویش را بگیرد، اما موفق نشد. ایچیگو نیز بعد از اینکه نتوانست آن زن را نجات دهد بیهوش شد. وقتی بهوش آمد مادرش را که غرق خون شده بود در کنار خود یافت. او همیشه خود را برای مرگ مادرش سرزنش می‌کرد.
وقتی ایچیگو ۱۵ ساله بود، در یکی از شب‌ها، شینیگامی به نام روکیا کوچیکی به سبب وجود یک هولو که قصد حمله داشت، به خانهٔ آن‌ها آمد. هر دو خواهر ایچیکو صدمه دیدند و روکیا به ایچیگو اخطار داد که این هولو برای گرفتن روح او آمده. ایچیگو حاضر بود جان خود را فدای خانواده خود کند، اما روکیا برای نجات ایچیگو جلو آمد و به شدت مجروح شد. روکیا به او پیشنهادی داد که قسمتی از نیروی خود را با فروبردن زانپاکتویش به قلب ایچیگو انتقال دهد. اما به‌طور ناخواسته ایچیگو تمام قدرت روکیا را جذب کرده و به وسیلهٔ زانپاکتوی خود آن هولو را از بین برد.